# Teatro Palladium
Il Teatro Palladium di Roma, situato in piazza Bartolomeo Romano, è uno dei teatri della città. Facente parte del quartiere Garbatella, è di proprietà dell'Università degli Studi Roma Tre.
Vengono organizzati al suo interno spettacoli di natura teatrale, cinematografica e musicale. Gli stessi studenti di Roma Tre aiutano nella gestione degli eventi.

## Storia
La struttura del Palladium fu progettata dall'ingegnere Innocenzo Sabbatini nel 1927. Inizialmente prende il nome di "Cinema Teatro Garbatella", venne concepito all'interno di un progetto voluto dall'Istituto Case Popolari per creare abitazioni a sostegno della zona industriale nel quartiere Ostiense. L'edificio ospita anche delle residenze private distribuite su sei piani. Il teatro si affaccia su piazza Bartolomeo Romano, insieme all’edificio dei Bagni Pubblici, progettato dallo stesso Sabbatini per accogliere i primi servizi di pertinenza al quartiere.
L'edificio presenta una facciata d'ingresso arrotondata e tre grandi arcate scandite da quattro colonne, in perfetto stile liberty. Dispone di un foyer di forma semicircolare e di una galleria, e può ospitare fino a 500 spettatori. Negli anni fu utilizzato in diversi modi: diventò anche uno spazio per ospitare feste e concerti (tra le quali si ricordano le feste dell'Istituto Scientifico Statale Francesco Borromini negli anni a cavallo tra il 1995 e il 1997).
Nell'estate 2000, il locale chiuse per via dell'inquinamento acustico provocato ai danni di chi abitava nello stesso edificio. Successivamente, l'Università degli Studi Roma Tre prese in affitto la struttura, che rischiava di diventare una sala bingo, scegliendo poi di acquistarla definitivamente nel 2001. Il rettore dell'Università, Guido Fabiani, scelse di farlo diventare «uno spazio culturale importante a disposizione del Dipartimento di musica e spettacolo dell'ateneo (il DAMS) e di tutti gli studenti, ma la struttura rientrerà anche nel circuito cittadino e nazionale degli spettacoli cinematografici e teatrali». Il Palladium venne ristrutturato e adattato per il nuovo tipo d'utilizzo, ripristinando il colore rosso-bruno originale all'interno e all'esterno dell'edificio. La scelta dei colori si deve all'architetto Luciano Scacchi e a Richard Peduzzi, direttore dell'Accademia di Francia.
Il Teatro Palladium venne ufficialmente inaugurato il 15 ottobre 2003 dal Presidente della Repubblica Carlo Azeglio Ciampi.
Per 10 anni, la Fondazione Romaeuropa si occupa di curare la gestione e la programmazione artistica del teatro Palladium, esperienza che si conclude nel febbraio 2014.
Dal 2003 al 2014 il teatro ha ospitato diverse iniziative e realtà, accademiche e non, come Roma Tre Orchestra, il Roma Tre Film Festival, il Teatro Dams Fest, gli appuntamenti di Radio 3 Scienza, il Festival internazionale dedicato al cortometraggio Cortoons, il Festival internazionale delle culture dell’Africa contemporanea Festad’Africa Festival, Ztl-pro Zone teatrali libere, esperimento di produzione per la scena contemporanea e il festival delle arti sceniche contemporanee Teatri di Vetro. Anche durante la Festa del Cinema di Roma organizzano proiezioni di documentari e film